# Gmina Stari Mikanovci
Gmina Stari Mikanovci (chorw. Općina Stari Mikanovci) – gmina w Chorwacji, w żupanii vukowarsko-srijemskiej. W 2011 roku liczyła  2956 mieszkańców.